# Claiborne Pell Newport Bridge
Le Claiborne Pell Bridge, communément connu comme le Newport Bridge, est un pont suspendu qui traverse la baie de Narragansett à Rhode Island, aux États-Unis. Il relie la ville de Newport située sur l'île Aquidneck, à celle de Jamestown qui se trouve sur l'île Conanicut.

## Description
Il s'agit d'un pont routier à péage de 2 fois deux voies. Il a été construit entre 1966 et 1969 et nommé en l'honneur du sénateur Claiborne Pell. Sa longueur totale est de 3 428 mètres, dont 488 mètres pour la travée centrale qui surplombe de 66 mètres le niveau de l'eau. Il est interdit aux vélos et aux piétons.

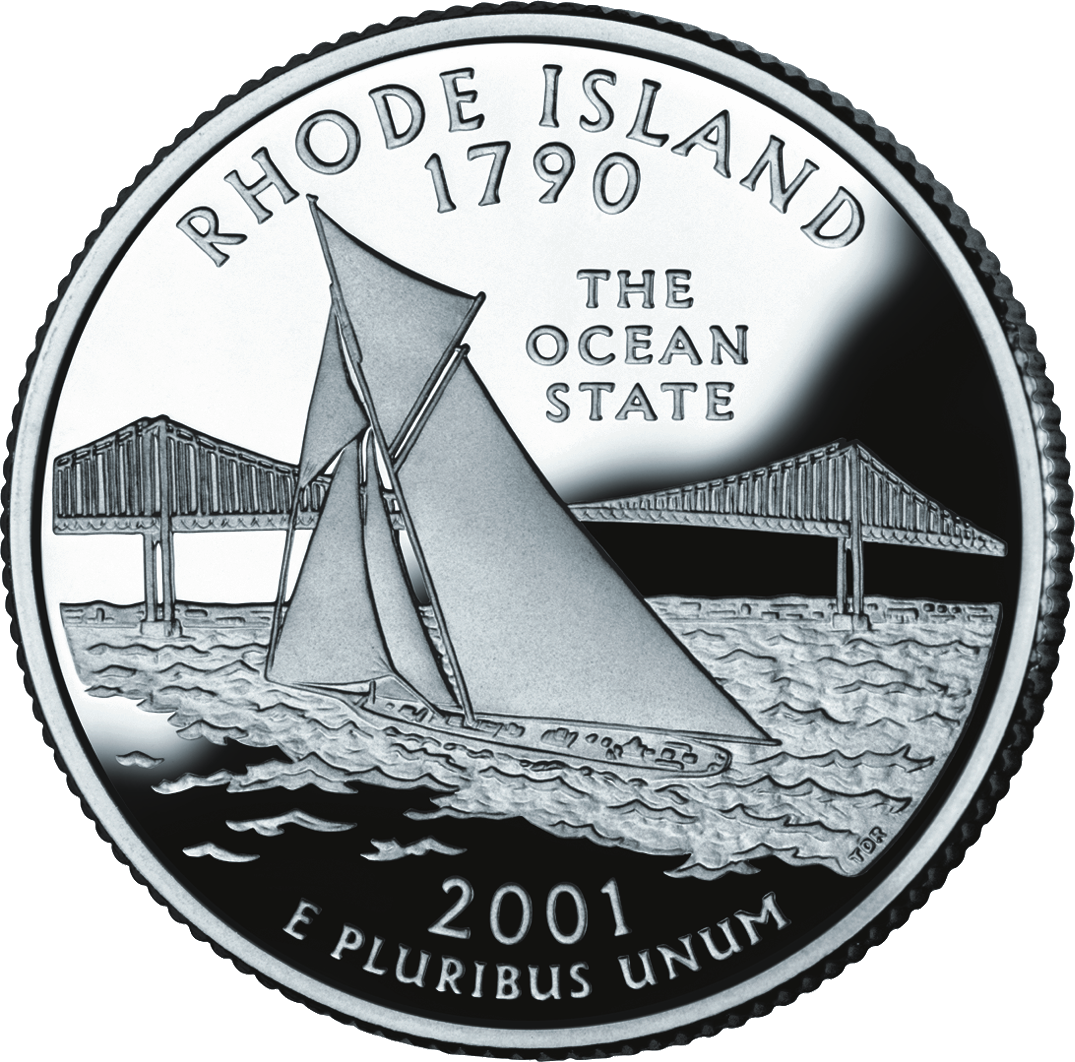
State Quarter de Rhode Island avec le Claiborne Pell Newport Bridge.